# Монофелитство
Монофели́тство (греч. μονοθελητισμός, от греч. μόνος — один, единственный + θέλημα — воля) — христологическая доктрина, признающая одну волю Богочеловека Иисуса Христа. Согласно монофелитству, во Христе две природы, но одна воля ― божественная. Монофелиты приписывали волю не природе, а лицу Иисуса Христа. От монофелитов следует отличать представителей умеренного монофизитства, представленных Древневосточными православными церквями, которые исповедуют одну волю Иисуса Христа, приписывая её единой природе Иисуса Христа, состоящей из божественной и человеческой природ.
Учение о единоволии Иисуса Христа монофелиты обосновывали тем, что если у Христа две воли, то они должны быть противоположно направлены, что приводит к разделению Иисуса Христа. В то же время православные христиане утверждают, что воля есть атрибут природы, а не лица, и человеческая воля Иисуса Христа свободно подчиняется воле божественной, но не уничтожается ею.
Доктрина монофелитства была сформулирована в VII веке патриархом Константинопольским Сергием с подачи римского папы Гонория, вследствие поиска византийским императором Ираклием в Византии церковного единства между диофизитами (халкидонитами и несторианами),  исповедующих два естества Иисуса Христа (божественное и человеческое) и нехалкидонитами (монофизитами), исповедующих одну природу Иисуса Христа.
На основании формулы одна богомужная действенность императору Ираклию с помощью Александрийского патриарха Кира удалось устроить унию между значительной частью египетских монофизитов с диофизитами. С принятием диофелитского учения о двух волях Иисуса Христа на VI Вселенском соборе монофелитство было объявлено ересью.

## История монофелитства

### Происхождение монофелитства
Во II—IV веках о двух волях Иисуса Христа (божественной и человеческой) упоминали Марий Викторин, святитель Амвросий Медиоланский, блаженный Августин. Также призванный объяснить исповедание двух природ во Христе томос папы Льва I гласил: «Каждое из двух естеств в соединении с другим действует так, как ему свойственно: Слово делает свойственное Слову, а плоть исполняет свойственное плоти».
Создание монофелитства через доктринальное обоснование моноэнергизма (одной энергии или одного действия в Иисусе Христе) возводится к деятельности в первой половине VII века Константинопольского патриарха Сергия I, искавшего пути к компромиссу с монофизитами для объединения их с Православной церковью. Идея единства Церкви поддерживалась императором Ираклием, желавшим на основе религиозного единства подданных укрепить политическое единство империи.
В 633 году на соборе в Александрии усилиями патриарха Александрийского Кира была заключена уния с египетскими монофизитами. В основу соглашения легли 9 пунктов, важнейший из которых гласил: «тот же самый единый Христос и Сын единым богомужным действием производил и богоприличные и человеческие действия». Собор был завершен торжественной литургией и общим причастием. Противником этого решения был патриарх Иерусалимский Софроний, который писал: «Он (Иисус Христос) познается нераздельно в двух природах и действует натурально по двум Своим естествам».
Поскольку моноэнергизм, как доктрина противоречившая учению папы Льва вызывала возражения, римский папа Гонорий I, будучи сам сторонником единства, предложил патриарху Сергию не затрагивать вопрос действий вообще, но строить объединительное исповедание на основе единства воли Христа. В своем послании патриарху, он писал: «Единую волю исповедуем Господа Иисуса Христа». Учение о единоволии Богочеловека не затрагивало ничьих воззрений, поскольку догматизированного учения о воле ещё не существовало и о воле ничего не говорилось не только в халкидонском оросе IV Вселенского собора, но и в томосе папы Льва. Так, отказавшись от объединения Церкви на основании единого исповедания моноэнергизма, патриарх Сергий и папа Гонорий призвали церковь к объединению на основании исповедания монофелитства, то есть одной воли Иисуса Христа.

### Эктесис
Пока был жив патриарх Иерусалимский Софроний, его протест против монофелитства не позволял Константинопольскому патриарху Сергию воспользоваться достигнутым согласием с римским папой Гонорием. Только после смерти Софрония в 638 году император Ираклий одобрил издание Сергием «Эктесиса» (Изложения веры), которое гласило: «Совершенно нечестиво признавать во Христе двух противоположно хотящих. Если Несторий не осмеливался говорить о двух хотениях, а напротив, указывал на тождество воли, то каким образом возможно для православных признавать во Христе две воли? Нужно строго держаться церковного учения и признавать во Христе воплотившемся только единую волю».
Следующим Константинопольским патриархом после патриарха Сергия стал Пирр, который признал Эктесис, как и Александрийский патриарх Кир. Однако в Риме встретили это исповедание с протестом. В 641 году папа Иоанн IV созвал собор, на котором было решено послать в Константинополь послание, в котором говорилось, что не нужно ссылаться на авторитет папы Гонория, и настаивалось на уничтожении Эктесиса. Папа Феодор, преемник Иоанна IV, также требовал от Константинопольского патриарха Павла, преемника Пирра, уничтожения Эктесиса. Однако новый византийский император Констант, внук Ираклия, придерживался монофелитства, что породило длительное противоборство между Римом и Константинополем. Папа Феодор объявил патриарха Павла низложенным.
В 643 году на Востоке состоялся собор из некоторых епископов, принявших сторону Рима о двух волях Иисуса Христа. Самым сильным противником монофелитства являлся Максим Исповедник, который был центральной личностью в истории вопроса о волях в Иисусе Христе.

### Императорский Типос
Константинопольский патриарх Павел, преемник Пирра, видя, что прямая проповедь об одной энергии и об одной воли Иисуса Христа производит смуты, посоветовал императору Константу издать декрет (а не соборное постановление, каковым был «Эктесис») с приказом прекратить спор об этих выражениях, что и было сделано в 648 году в декрете под название «Типос». В Типосе предписывалось «ни порицать, ни осуждать никого за учение в прошлом об одной воле и одной энергии, ни за учение о двух волях и двух энергиях». Приказывалось, чтобы во имя мира в Церкви «документы, трактующие этот вопрос и с давнего времени вывешенные в притворе великой церкви (разумеется, Эктесис), были убраны». За неповиновение, кроме наказаний церковных, налагались и наказания от императора: лишение должностей и имущества, а для низших – избиение и ссылка. Однако эта мера не имела успеха, несмотря на действительное применение репрессивных мер императором Константом.

### Латеранский собор и его последствия
В 649 году монофелитство было осуждено как ересь папой Мартином I на Латеранском соборе в Риме. Типос был отвергнут. На соборе было принято определение: «исповедуем как два неслиянные естества одного и Того же, так и две естественные воли божества и человечества, в полное удостоверение, что один и тот же Господь желает и соделывает божески и человечески спасение наше». В 20 канонах собора были изложены анафематизмы на монофелитское учение и его руководителей. За это папа Мартин был арестован императорским посланником и отправлен в Константинополь, где был посажен в тюрьму. На суде, который состоялся через три месяца, он был обвинён в политической измене и сослан императором Константом в Херсонес Таврический, где и скончался. Затем был арестован и отправлен в Константинополь Максим Исповедник при Константинопольском патриархе Петре, стороннике монофелитства. Он также был обвинён в политическом преступлении и отправлен в ссылку. В Константинополе был составлен собор, который предал Максима Исповедника анафеме вместе с патриархом Софронием и папой Мартином. В 662 году Максим Исповедник скончался в ссылке.

### Шестой Вселенский собор
Ситуация кардинально поменялась с приходом к власти в 668 году византийского императора Константина Погоната, который желал мира в Церкви. Он предложил собрать конференцию для мирного обсуждения спорных догматических вопросов. Однако, сверх ожиданий императора, в Константинополе состоялся собор (впоследствии названным Шестым Вселенским), проходивший с 7 ноября 680 по 16 сентября 681 года. На соборе, кроме константинопольских епископов, присутствовали римские делегаты, представители Александрийской и Иерусалимской церквей.  
Главными защитниками монофелитства на соборе являлись Макарий Антиохийский и его ученик монах Стефан, их поддерживали Петр Никомидийский и Соломон Кланейский из Галатии. Православные епископы собора не могли признать, как утверждал Макарий, что предыдущие Вселенские соборы учили о едином действовании и единой воле Иисуса Христа. Тогда Константинопольский патриарх Георгий заявил о своём согласии с диофизитским учением о двух волях Иисуса Христа, а Макарий Антиохийский был низложен. Петр Никомидийский и Соломон Кланейский подали православные изложения. Сторонники монофелитства патриархи Константинопольские Сергий, Пирр, Павел и Пётр, а также Феодор Фаранский, патриарх Александрийский Кир и римский папа Гонорий были преданы анафеме посмертно.
Отцы собора изложили православное учение о двух волях и двух действиях во Христе таким образом (Догмат ста семидесяти святых Отцов Шестого Вселенского собора):

Проповедуем, также, по учению святых отцов, что в Нём и две естественные воли или хотения, и два естественные действия нераздельно, неизменно, неразлучно, неслиянно. И два естественные хотения не противоположны (одно другому), как говорили нечестивые еретики, но Его человеческое хотение не противоречит и не противоборствует, а следует или подчиняется Его божественному и всемощному хотению.

Монофелитство после собора не имело видных и решительных защитников. Только в период правления императора Филиппика (711—713) монофелитство было восстановлено на соборе 712 года, созванный при Константинопольском патриархе Иоанне VI. После убийства императора решение собора было признано принятым как икономическая уступка императору, а патриарх Герман I в 715 году торжественно анафемствовал монофелитов.
Монофелитское учение приняла секта маронитов, однако в XII они заключили унию с Римско-католической церковью, отказавшись от монофелитства.

### Армянская апостольская церковь
По мнению А. В. Карташёва, именно монофелитство Византии отпугнуло Армянскую апостольскую церковь от православия. 
В XII веке с целью церковного примирения православных с армянами, армянский католикос Нерсес Шнорали в адресованном императору Византии Мануилу Комнину «Изложении веры Армянской Церкви» писал:

О воле разумеем мы не так, что Божественная воля во Христе противостояла воле человеческой или человеческая — Божией, но — что у единого Существа, двояким соделавшегося, воля была в разные времена иная: иногда Божественная, когда хотел Он явить силу Божественную, иногда человеческая, когда хотел показать смирение человеческое.
Однако объединения Православной Церкви с Армянской не произошло.